# Danemarca-Norvegia
Danemarca-Norvegia (în daneză și norvegiană: Danmark-Norge), cunoscută și sub numele de Regatul Dano–Norvegian, Monarhia Oldenburgică sau Regatul Oldenburgic, a fost o  uniune reală, multinațională și multilingvă formată din Regatul Danemarcei, Regatul Norvegiei (inclusiv posesiunile norvegiene de peste mări: Insulele Feroe, Islanda, Groenlanda și alte țări⁠(d)), Ducatul Schleswigului și Ducatul Holsteinului⁠(d). Statul a revendicat suveranitatea asupra a două popoare istorice: wenzii⁠(d) și goții. Danemarca-Norvegia a avut mai multe colonii, și anume Coasta de Aur Daneză⁠(d), Insulele Nicobar⁠(d), Serampore, Tharangambadi⁠(d) și Indiile Occidentale Daneze⁠(d). 

## Descriere, istoric

### Locuitori, limbi, regi
Locuitorii statului erau în principal danezi, norvegieni și germani, dar trăiau acolo și feroezi, islandezi și inuiți din posesiunile norvegiene de peste mări, o minoritate Sami în nordul Norvegiei, precum și populații indigene și sclavi africani în colonii. Principalele orașe ale Danemarcei-Norvegiei erau Copenhaga, Christiania (Oslo), Altona, Bergen și Trondheim, iar limbile oficiale principale erau daneza și germana, deși se vorbeau la nivel local și norvegiana, islandeza, feroeza, limbile Sami și groenlandeza. 
În 1380, Olaf al II-lea al Danemarcei a moștenit Regatul Norvegiei, cu titulatura de Olaf al IV-lea, după moartea tatălui său Haakon al VI-lea al Norvegiei, care era căsătorit cu mama lui Olaf, Margrete I. Margrete I a domnit în Norvegia de la moartea fiului ei în 1387 până la moartea ei în 1412.

### Uniunea de la Kalmar (1397 - 1523)
Danemarca, Norvegia și Suedia au format și au constituit Uniunea de la Kalmar în 1397. După retragerea Suediei în 1523, uniunea a fost efectiv dizolvată. Din 1536/1537, Danemarca și Norvegia au format o uniune personală care în cele din urmă avea să se dezvolte până în 1660 într-un stat integrat, numit de către istoricii moderni Danemarca-Norvegia, dar la acea vreme numit „Regatele Gemene”, sau pur și simplu „Monarhia”.

### Danemarca Norvegia (1524 - 1814)
Înainte de 1660, Danemarca-Norvegia fusese de jure o monarhie electivă și constituțională, în care puterea regelui era oarecum limitată; în acel an ea a devenit însă una dintre cele mai stricte monarhii absolute⁠(d) din Europa. Chiar și după 1660, Danemarca-Norvegia consta din trei părți formal distincte, iar Norvegia și-a păstrat legi separate și unele instituții, precum și monedă și armată separate. 
Uniunea dano-norvegiană a durat până în 1814, când Tratatul de la Kiel⁠(d) a stabilit ca Norvegia propriu-zisă (deci fără Insulele Feroe, Islanda și Groenlanda) să fie cedată Suediei. Tratatul nu a fost însă recunoscut de Norvegia, care s-a opus armat, în războiul suedo-norvegian din 1814⁠(d). În urma acestuia, Norvegia a acceptat să intre într-o uniune personală cu Suedia ca una dintre cele două părți egale până în 1905, când uniunea a fost dizolvată și ambele regate au devenit independente.

## Privire retrospectivă
După ce Suedia a ieșit din Uniunea Kalmar în 1521, Norvegia a încercat să o urmeze, dar rebeliunea ulterioară a fost înfrântă, iar Norvegia a rămas într-o uniune cu Danemarca până în 1814, în total 434 de ani. În timpul romantismului național al secolului al XIX-lea, această perioadă a fost numită "Noaptea de 400 de ani", deoarece toată puterea regală, intelectuală și administrativă a regatului a fost centrată la Copenhaga în Danemarca.
De realitate, a fost o perioadă de mare prosperitate și progres pentru Norvegia, în special în ceea ce privește transportul maritim și comerțul exterior, și a asigurat, de asemenea, relansarea țării de la catastrofa demografică pe care a suferit-o în timpul Morții Negre. Pe baza resurselor naturale respective, Danemarca-Norvegia a fost de fapt un caz fericit pentru ambele țări, deoarece Danemarca a sprijinit nevoile norvegiene pentru aprovizionarea cu cereale și alimente, iar Norvegia a furnizat Danemarcei lemn, metale și pește.